# Glycosmis decipiens
Glycosmis decipiens là một loài thực vật thuộc họ Rutaceae. Đây là loài đặc hữu của Malaysia. Chúng hiện đang bị đe dọa vì mất môi trường sống.